# Mark Spitz
Mark Andrew Spitz (sinh ngày 10 tháng 2 năm 1950) là một cựu vận động viên bơi lội chuyên nghiệp người Mỹ. Ông vô địch Olympic 9 lần, và đã từng là chủ nhân kỷ lục thế giới trong 7 môn bơi. Ông đã giành được bảy huy chương vàng tại Thế vận hội Mùa hè 1972 ở Munich, Tây Đức, một kỳ tích sau này bị Michael Phelps vượt qua với 8 huy chương vàng tại Thế vận hội Mùa hè 2008 tại Bắc Kinh. Spitz lập kỷ lục thế giới mới trong tất cả bảy môn bơi mà ông đã thi đấu năm 1972. Spitz có nhiều huy chương hơn bất kỳ vận động viên người Do Thái nào khác trong lịch sử Thế vận hội.
Từ năm 1968 đến năm 1972, Spitz giành được 9 huy chương vàng, 1 bạc và 1 đồng tại Thế vận hội; năm huy chương vàng Đại hội Thể thao Liên châu Mỹ; 31 danh hiệu tại Amateur Athletic Union (AAU); và tám danh hiệu của Liên đoàn Thể thao Quốc gia (NCAA). Trong những năm đó, ông đã thiết lập 35 kỷ lục thế giới, nhưng hai trong số đó đã được thực hiện trong môi trường thử nghiệm và không chính thức. Ông được vinh danh là Vận động viên bơi lội của năm vào năm 1969, 1971 và 1972 bởi tạp chí Swimming World. Ông là vận động viên thứ ba từng giành 9 huy chương vàng Olympic.

## Tuổi thơ
Spitz sinh ra tại Modesto, California, và là con đầu trong số ba người con của Lenore Sylvia (Smith) và Arnold Spitz. Gia đình ông là người Do Thái; gia đình của cha ông đến từ Hungary và mẹ của ông, ban đầu có họ là "Sklotkovick", đến từ Nga. Khi ông được hai tuổi, gia đình Spitz chuyển đến Honolulu, Hawaii, nơi ông bơi tại bãi biển Waikiki mỗi ngày. "Bạn nên thấy Spitz lao xuống đại dương như thế nào. Nó chạy như thể nó đang cố tự tử," Lenore Spitz trả lời phỏng vấn tạp chí Time năm 1968. Khi lên 6 tuổi, gia đình ông trở về Sacramento, California, và ông bắt đầu thi đấu tại câu lạc bộ bơi lội địa phương. Khi lên 9 tuổi, ông đã được đào tạo tại Câu lạc bộ bơi Arden Hills ở Sacramento với huấn luyện viên bơi lội Sherm Chavoor, người đã huấn luyện bảy vận động viên giành huy chương Olympic, bao gồm cả Spitz.
Spitz đã giành một kỷ lục thế giới của nhóm tuổi và 17 kỷ lục quốc gia ở độ tuổi 10. Ở tuổi 14, gia đình anh chuyển tới Santa Clara, nơi Spitz gia nhập Câu lạc bộ Bơi Santa Clara và được huấn luyện viên George F. Haines huấn luyện. Từ 1964 đến 1968, Mark được đào tạo với Haines tại SCSC và trường trung học Santa Clara. Trong suốt bốn năm ở đó, Mark đã giành các kỷ lục cấp 3 quốc gia trong mọi kiểu bơi và ở mọi khoảng cách. Năm 1966 ở tuổi 16, anh đã vô địch bơi bướm 100 mét tại giải vô địch quốc gia AAU, lần đầu tiên trong tổng số 24 danh hiệu AAU của anh. Năm sau, Mark lập kỷ lục thế giới đầu tiên của mình tại một cuộc thi nhỏ ở California trong thể loại 400 mét tự do với thời gian 4:10.60, và bắt đầu nổi lên trong làng bơi lội thế giới.

## Sự nghiệp bơi lội

### Maccabiah Games
Đại hội thể thao Maccabiah năm 1965 là cuộc thi quốc tế đầu tiên của Spitz. Ở tuổi 15 ở Tel Aviv, Spitz giành được bốn huy chương vàng và được vinh danh là vận động viên xuất sắc nhất.
Ông trở lại Israel vào năm 1969 sau Thế vận hội Mexico để một lần nữa cạnh tranh trong Giải thể thao Maccabiah. Lần này, ông đã giành sáu huy chương vàng. Ông lại được đặt tên là vận động viên xuất sắc nhất giải đấu.
Năm 1985, Spitz đốt đuốc khai mạc giải Maccabiah.
Năm 2005, ông là thành viên của đoàn Hoa Kỳ tại Thế vận hội Maccabiah lần thứ 17. Ông đã phát biểu tại lễ khai mạc JCC Maccabiah Games, được tổ chức tại Richmond, Virginia. Weinstein JCC ở Richmond là một trong những địa điểm chủ nhà của JCC cho các trò chơi năm 2005 với hơn 1.000 thanh thiếu niên tham gia vào các môn thể thao khác nhau, bao gồm cả bơi lội.

### Đại hội Thể thao Liên châu Mỹ
Ông đã giành được năm huy chương vàng tại Đại hội Thể thao Liên châu Mỹ năm 1967, lập kỷ lục tồn tại đến năm 2007 khi vận động viên bơi lội người Brazil, Thiago Pereira, đã giành sáu huy chương vàng tại Đại hội Thể thao Liên châu Mỹ 15 ở Rio de Janeiro.

### Thế vận hội 1968
Spitz lúc đó đã là người nắm giữ mười kỷ lục thế giới, và ông mạnh bạo dự đoán rằng bản thân sẽ giành được sáu huy chương vàng tại Thế vận hội Mùa hè 1968 tại Mexico City. Tuy nhiên, ông chỉ giành được hai huy chương vàng đồng đội: tiếp sức tự do 4×100 mét với thời gian 3:31,70, và tiếp sức tự do 4 × 200 mét với thời gian 7:52,33. Ngoài ra, Spitz đứng thứ hai trong thi bơi bướm 100 mét trong 56,40 giây; ông đã bị đánh bại bởi người đồng nghiệp Doug Russell của Mỹ với thời gian nửa giây, mặc dù ông đang giữ kỷ lục thế giới và đã từng đánh bại Russell mười lần khi thi đấu trong năm đó. Russell chỉ đạt mức ngang với kỷ lục thế giới của Spitz một thời gian ngắn vào cuối tháng 8 năm 1967, đồng kỷ lục với Spitz trong năm ngày trước khi Spitz lại lập kỷ lục mới vào ngày 2 tháng 10 năm 1967. Kết quả của việc bị Russell đánh bại là Spitz đã không được bơi trong 4 × 100 mét tiếp sức, giúp Russell giành huy chương vàng thứ hai và đội tuyển Mỹ có được một kỷ lục thế giới khác.

### Huấn luyện tại trường đại học
Thất vọng với kết quả của mình trong Thế vận hội 1968, Spitz quyết định theo học Đại học Indiana vào tháng 1 năm 1969 để huấn luyện với huấn luyện viên bơi lội huyền thoại của Indiana Hoosiers, Doc Counsilman, vốn cũng đã từng huấn luyện ông tại Mexico City. Ông nhìn lại việc chọn trường Indiana và Counsilman là "quyết định lớn nhất của cuộc đời tôi (và) là quyết định tốt nhất." Trong giai đoạn học tại Indiana, Spitz giành được tám danh hiệu NCAA cá nhân. Năm 1971, ông đoạt giải James E. Sullivan với tư cách vận động viên nghiệp dư hàng đầu tại Hoa Kỳ. Spitz cũng thiết lập một số kỷ lục thế giới trong các cuộc thử nghiệm bơi lội Olympic ở Mỹ được tổ chức tại Portage Park của Chicago vào năm 1972.

### Thế vận hội 1972
Tại Thế vận hội mùa hè 1972 ở Munich (Tây Đức), Spitz đã trở lại và tiếp tục dự đoán giành sáu huy chương vàng. Ông còn làm tốt hơn dự đoán, giành 7 huy chương vàng Olympic. Hơn nữa, Spitz lập kỷ lục thế giới mới trong mỗi thể loại bơi - 100 mét tự do (51,22), 200 mét tự do (1:52,78), bướm 100 mét (54.27), bướm 200 mét (2:00,70), tiếp sức tự do 4 × 100 mét (3:26,42), tiếp sức tự do 4 × 200 mét (7:35,78) và tiếp sức hỗn hợp 4 x 100 mét (3:48,16). Spitz đã miễn cưỡng tham gia cuộc thi bơi 100 mét tự do vì lo sợ một kết quả không đoạt huy chương vàng. Vài phút trước cuộc đua, ông thú nhận với phóng viên Donna de Varona của ABC ngay trên sàn hồ bơi, "Tôi biết tôi nói rằng tôi không muốn bơi trước mỗi lần thi, nhưng lần này tôi rất nghiêm túc. Nếu tôi bơi sáu thể loại và giành chiến thắng cả sáu, tôi sẽ là một anh hùng. Nếu tôi bơi bảy thể loại và giành chiến thắng chỉ sáu lần, tôi sẽ là một thất bại." Spitz chiến thắng với khoảng cách vượt ngươi về nhì nửa sải tay và tạo kỷ lục thế giới mới với thời gian 51,22 giây.

### Nghỉ hưu
Sau Thế vận hội Munich, Spitz đã nghỉ thi đấu mặc dù lúc đó ông chỉ mới 22 tuổi.
Năm 1999, Spitz xếp hạng 33 trong danh sách SportsCentury 50 vận động viên vĩ đại nhất của ESPN, và là vận động viên bơi lặn duy nhất trong danh sách.